# 보목초등학교
보목초등학교는 대한민국 제주특별자치도 서귀포시 보목동에 있는 공립 초등학교이다.

## 학교 연혁
- 1946년 9월 1일 설립인가
- 1946년 12월 21일 보목공립국민학교(칠십리로 479) 개교
- 1960년 9월 5일 현 위치로 교사 이전
- 1996년 3월 1일 보목초등학교로 개칭
- 1996년 3월 9일 병설유치원 개원
- 1995년 2월 28일 강당(76평)겸 급식실 개축
- 2014년 9월 1일 제31대 고권 교장 부임
- 2016년 2월 5일 제68회 졸업식(남 12명, 여 11명 총 졸업생 3,045명)
- 2016년 3월 1일 제32대 한천민 교장 부임
- 2017년 2월 10일 제69회 졸업식(남 13명, 여 7명 총 졸업생 3,065명)
- 2017년 9월 7일 친환경 우레탄 트랙 시설 교체
- 2017년 9월 12일 도서관 리모델링 및 개관
- 2018년 1월 26일 제70회 졸업식 (남 16명, 여 9명 총 졸업생 3,090명)
- 2018년 4월 10일 야외문화체험장 조성
- 2018년 5월 15일 명상숲 조성
- 2018년 8월 17일 실내 방충망 설치
- 2019년 1월 18일 학교 외벽 페인트 도색 작업
- 2019년 1월 25일 제71회 졸업식 (남 6명, 여 10명 총 졸업생 3,106명)
- 2019년 3월 1일 제33대 양창익 교장 부임
- 2019년 6월 5일 학교 도서관 현대화 사업(책소독기 및 RFID시스템)
- 2019년 10월 1일 정문 서쪽 안전펜스 설치 및 보행로 정비
- 2020년 1월 9일 제72회 졸업식(남5명, 여12명 총 졸업생 3,123명)
- 2020년 9월 3일 돌봄교실 및 창고 증축
- 2021년 1월 12일 제73회 졸업식(남7명, 여9명 총 졸업생 3,139명)

## 학교 상징
- 교화(校花) - 천리향 : 자립, 협동, 봉사하는 참다운 삶을 실천하라
- 교목(校木) - 주목 : 푸른 꿈을 간직하고 굳센 기상으로 힘차게 나아가라

## 참고 자료
- 보목초등학교 - 한국교육학술정보원 학교알리미